# Лос-Фреснос (округ Камерон, Техас)
Лос-Фреснос (англ. Los Fresnos) — місто (англ. city) в США, в окрузі Камерон штату Техас. Населення — 8114 особи (2020).

## Географія
Лос-Фреснос розташований за координатами 26°4′23″ пн. ш. 97°28′31″ зх. д. / 26.07306° пн. ш. 97.47528° зх. д. (26.072974, -97.475379).  За даними Бюро перепису населення США в 2010 році місто мало площу 7,92 км², з яких 7,61 км² — суходіл та 0,32 км² — водойми. В 2017 році площа становила 11,04 км², з яких 10,57 км² — суходіл та 0,47 км² — водойми.

## Демографія
Згідно з переписом 2010 року, у місті мешкали 5542 особи в 1561 домогосподарстві у складі 1326 родин. Густота населення становила 699 осіб/км².  Було 1702 помешкання (215/км²).
Расовий склад населення:
| - 86,3 % — білих - 0,4 % — корінних американців - 0,4 % — чорних або афроамериканців - 0,1 % — вихідців з тихоокеанських островів - 0,1 % — азіатів - 11,1 % — осіб інших рас |

До двох чи більше рас належало 1,6 %. Частка іспаномовних становила 88,2 % від усіх жителів.
За віковим діапазоном населення розподілялося таким чином: 35,0 % — особи молодші 18 років, 56,6 % — особи у віці 18—64 років, 8,4 % — особи у віці 65 років та старші. Медіана віку мешканця становила 28,9 року. На 100 осіб жіночої статі у місті припадало 89,3 чоловіків;  на 100 жінок у віці від 18 років та старших — 86,1 чоловіків також старших 18 років.
Середній дохід на одне домашнє господарство  становив 59 643 долари США (медіана — 51 514), а середній дохід на одну сім'ю — 62 081 долар (медіана — 53 024). Медіана доходів становила 39 289 доларів для чоловіків та 23 820 доларів для жінок. За межею бідності перебувало 24,8 % осіб, у тому числі 43,0 % дітей у віці до 18 років та 7,1 % осіб у віці 65 років та старших.
Цивільне працевлаштоване населення становило 2548 осіб. Основні галузі зайнятості: освіта, охорона здоров'я та соціальна допомога — 32,7 %, роздрібна торгівля — 13,5 %, науковці, спеціалісти, менеджери — 10,1 %, мистецтво, розваги та відпочинок — 7,5 %.